# Новый японо-корейский договор о сотрудничестве
Новый японо-корейский договор о сотрудничестве (яп. 第三次日韓協約 Дай-сандзи Никкан Кё:яку, Третья японо-корейская конвенция) был заключён 24 июля 1907 года между Японской и Корейской империями.

## Предыстория договора
Корейская империя стала протекторатом Японии согласно японо-корейскому договору о протекторате. В соответствии с договором, Корея потеряла право на проведение самостоятельной внешней политики. Однако в 1907 году император Коджон послал трёх человек на Гаагскую конференцию о мире, чтобы попытаться представить Договор о протекторате как несправедливый и аннулировать его. В результате 18 июля 1907 года, находясь под давлением японцев, Коджон был вынужден отречься от престола в пользу своего сына Сунджона.
Через шесть дней Япония подписала с правительством Кореи новый договор, значительно расширявший права генерал-резидента и сокращавший суверенитет Кореи. К договору также прилагался неопубликованный дипломатический меморандум, передававший корейскую армию, полицию и суды под управление Японии.

## Текст договора
Правительства Японии и Кореи, желая улучшить благосостояние Кореи, с целью принести процветание корейскому народу, договорились о нижеследующем.
1. Во всех вопросах, связанных с административными реформами, правительство Кореи будет получать руководящие инструкции от генерал-резидента (яп. 統監 то:кан).
2. Законы, принимаемые правительством Кореи, должны будут получить предварительное одобрение генерал-резидента.
3. Судебная власть в Корее будет отделена от административной.
4. Назначения и увольнения высокопоставленных офицеров не могут быть произведены без согласия генерал-резидента.
5. Корейское правительство будет назначать на любые посты, связанные с Кореей и Японией, лиц, рекомендованных генерал-резидентом.
6. Корейское правительство не будет назначать иностранцев на государственную службу без предварительной консультации с генерал-резидентом.
7. Первый пункт японо-корейского протокола, подписанного 22 августа 37 года эры Мэйдзи, признается утратившим силу.
От Великой Японии — Ито Хиробуми, граф, генерал-резидент, 24 июля, 40-й год эры Мэйдзи (1907) (подпись)
От Великой Кореи — Ли Ван Ён, премьер-министр, 24 июля, 11-й год эры Кванму (1907) (подпись)

### Дипломатический меморандум (не был опубликован)
На основании японо-корейского договора 40 года эры Мэйдзи, следующие пункты получат силу закона.
(1)　Будут созданы нижеперечисленные суды, состоящие из подданных Японии и Кореи.
- 1 Один Верховный Суд (яп. 大審院 дайисинъин), находящийся в Кёнсоне или Сувоне.

Председатель (яп. 院長 интё:) и генеральный прокурор (яп. 檢事總長 кэндзисо:тё:, современными иероглифами -  検事総長) в суде должны быть подданными Японии.
Двое из судей (яп. 判事 хандзи) и пятеро из секретарей (яп. 書記) должны быть подданными Японии.
- 2 Три Апелляционных суда (яп. 控訴院 ко:соин)

Один должен быть расположен в центре страны, один на севере и один — на юге.
Двое из судей, один из адвокатов (яп. 檢事 кэндзи,  современными иероглифами - 検事) и пятеро из секретарей должны быть подданными Японии.

- 3 Восемь окружных судов (яп. 地方裁判所 тихо: сайбансё)

Каждый из судов должен быть расположен рядом со зданием своей окружной прокуратуры (яп. 觀察府所在地 кансацуфу сёдзаити,  современными иероглифами -観察府所在地) в бывших восьми  провинциях  (яп. 道 до:)
Главные прокуроры (яп. 所長 сётё:) и главные адвокаты (яп. 檢事正 кэндзи, современными иероглифами -  検事正) должны быть подданными Японии.
32 человека из всех адвокатов и 80 человек из всех секретарей должны быть подданными Японии; они будут размещены в соответствии с потребностями своей работы.
- 4 Сто три уездных суда (яп. 區裁判所 кусайбансё, современными иероглифами -  区裁判所)

Они должны быть расположены в значительных  уездах  (яп. 郡衙 гунга)
Один из адвокатов и один из секретарей в каждом из судов должен быть подданным Японии.
(2) Будут созданы следующие тюрьмы.
- Девять тюрем

Восемь тюрем будут расположены рядом с соответствующими окружными судами и одна — на островах. Начальники тюрем (яп. 典獄 тэнгоку) должны быть подданными Японии.
Половина персонала тюрем, состоящего из тюремных надзирателей (яп. 看守長 кансютё:) и их подчиненных, должна быть набрана из подданных Японии.
(3) Вооружённые силы Кореи будут расположены в соответствии с нижеследующим.
- Корейская армия, за исключением первого батальона (яп. 一大隊 итидайтай), предназначенного для охраны императора и других задач, будет расформирована.
- Обученные офицеры (яп. 士官 сикан) будут назначены в армию Японии для дополнительного обучения, за исключением тех, кому необходимо остаться в армии Кореи.
- Для корейских солдат, проходящих подготовку с целью занятия офицерской должности, в Японии будут обеспечены соответствующие условия.

(4) Все, кто на момент подписания договора находятся на службе в Корее на должности советника (яп. 問顧 комон) или члена Совета (яп. 參與官 санъёкан, современными иероглифами -  参与官) будут уволены.
(5) На следующие должности в центральном правительстве (яп. 中央政府 тю:о: сэйфу) и местных управлениях (яп. 地方廳 тихо:тё:, современными иероглифами -  地方庁) Кореи будут назначены подданные Японии.
- Заместители министра (яп. 次官 дзикан) для каждого министерства
- Начальник полиции (яп. 内部警務局長 найбу кэйму кёкутё:)
- Один комиссар полиции (яп. 警務使 кэймуси) и один заместитель комиссара (яп. 副警務使 фуку-кэймуси)
- Несколько секретарей (яп. 書記官 сёкикан) и помощников секретарей (яп. 書記郎 сёкиро:) в кабинете министров.
- Несколько секретарей и помощников секретарей в каждом министерстве.
- Губернатор (яп. 事務官 дзимукан) в каждой провинции.
- Один начальник полиции (яп. 警務官 кэймукан) в каждой провинции
- Несколько местных секретарей (яп. 主事 сюдзи) в каждой провинции

Вопросы о других назначении подданных Японии в ведомства финансов, полиции и прикладной науки будет решен в дальнейшем новым договором.